# テリー・ファレル (建築家)

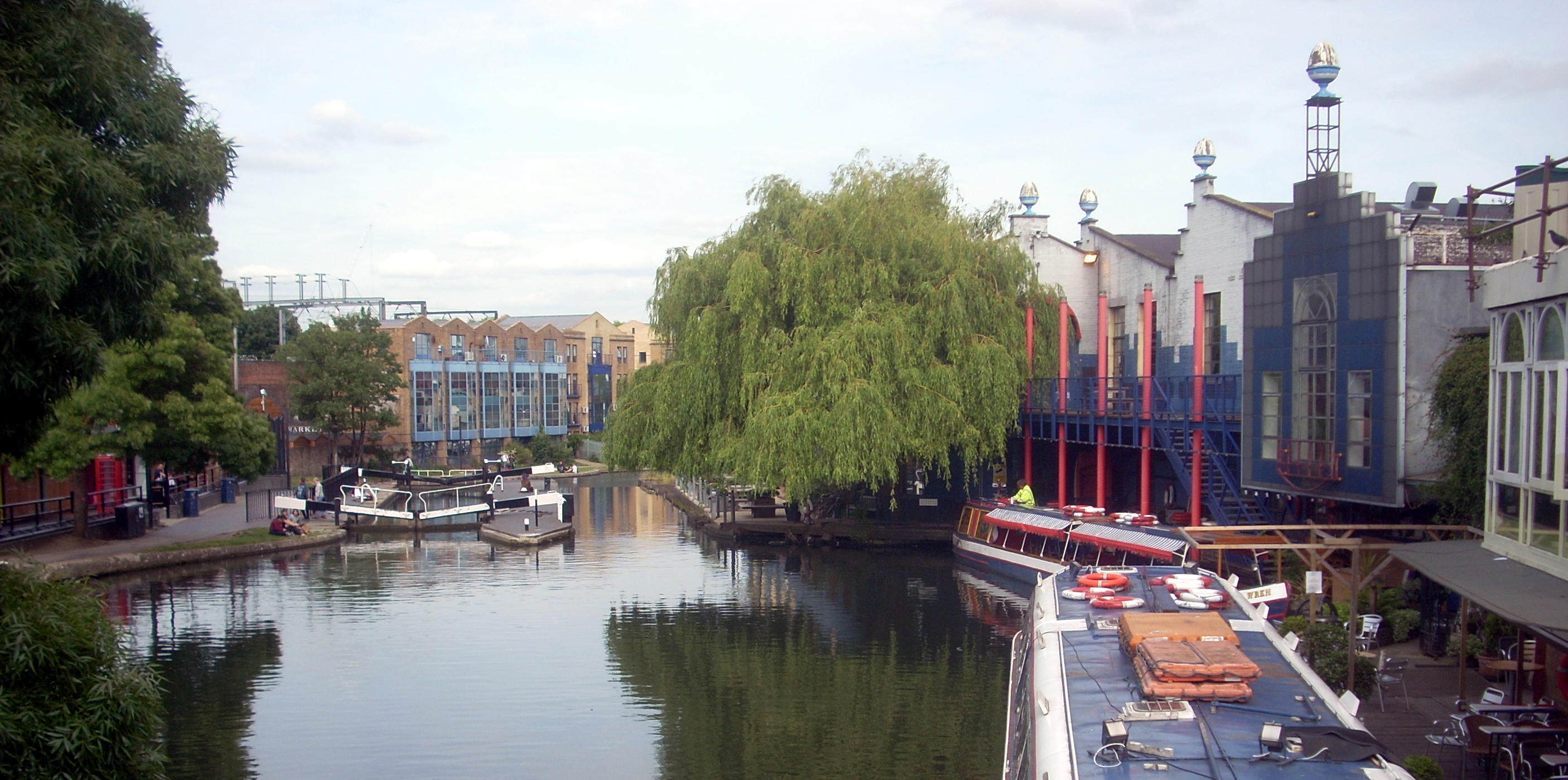
TV-am ビルディング（ロンドン・カムデン・タウン、天井に「エッグ・カップ」が見える）

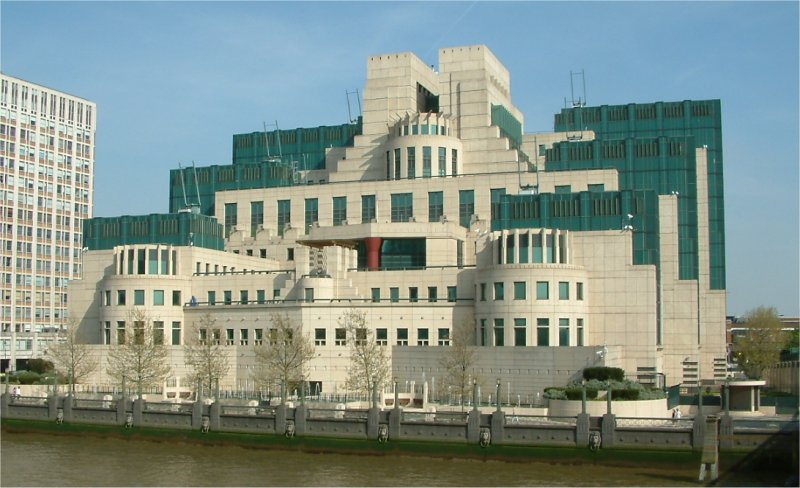
SISビルディング（ロンドン・ヴォクソール・クロス、MI6本部として知られる）

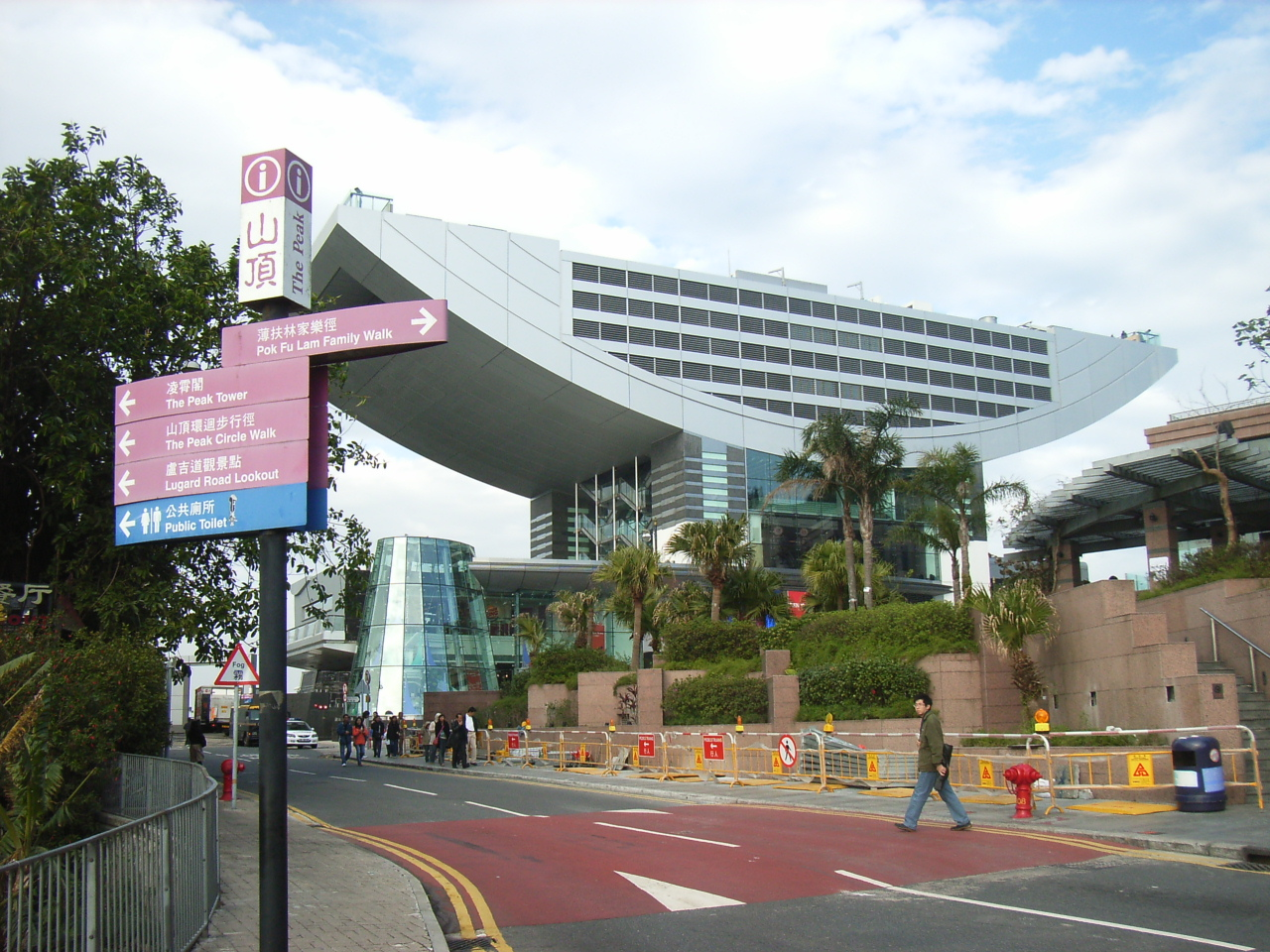
ピーク・タワー（香港）

テリー・ファレル（英語：Terry Farrell、1939年 - ）は、イングランドの代表的な建築家の1人である。CBE（大英帝国勲章）受勲、RIBA（イギリス王立建築家協会）, FRSA（芸術・工業・商業振興のための王立協会）, FCSD（デザイナー公認協会）, MRTPI（王立都市計画協会）各会員。ファレルの典型的なスタイルは、先進技術とポストモダニズムである。
ファレルの建築物は、しばしばポストモダニズムであることを決定づけるジョークを含む：TV-amビルでは天井に色が塗られたエッグカップ（ゆで卵立て）を配したが、これは朝の情報番組に使われるビルというだけでなく、 古典主義建築のビルの上に骨壺をおくという役割も併せ持っている。
ファレルはチェシャー（現グレーター・マンチェスター）のセイルで生まれた。セント・カスバート高校に通うためにニューカッスル・アポン・タインに移った。ニューカッスル大学の建築学部を首席で卒業し、1965年から活動を開始した。

## 主な建築物
- ブラックウォール・トンネル換気塔（ロンドン、1962年[1]）
- クリフトン託児所（ロンドン・コヴェント・ガーデン、1981年）
- TV-am ビルディング（ロンドン・カムデン・タウン、1981年 – 1982年）
- SISビルディング（ロンドン・ヴォクソール・クロス）
- エンバンクメント・プレイス（ロンドン・チャリング・クロス駅、1990年）
- エディンバラ国際会議場（スコットランド）
- ピーク・タワー（香港、1995年）
- イギリス領事館・イギリス議会ビルディング（香港、1997年）
- センター・オフ・ライフ（ニューカッスル・アポン・タイン、1999年）
- ザ・ディープ水族館または「サブマリウム」（ キングストン・アポン・ハル、2001年）
- 仁川国際空港（仁川広域市、2002年）
- 北京南駅（北京市、2008年）
- ニューデリー駅の近代化[2]

## 参考資料
- Building up to a role in the city's future? - The Scotsman新聞